# Beattock
Beattock ist eine Ortschaft in der schottischen Council Area Dumfries and Galloway. Sie liegt rund drei Kilometer südwestlich von Moffat und 29 Kilometer nordöstlich von Dumfries am rechten Ufer des Evan Water.

## Geschichte
Verschiedene Forts in der Umgebung dokumentieren die hohe strategische Bedeutung der Region um Beattock zwischen der Eisenzeit und dem Mittelalter. Im 16. Jahrhundert entstand auf einer Kuppe außerhalb von Beattock das Tower House Lochhouse Tower. 1991 wurden in Beattock 500 Einwohner gezählt.

## Verkehr
Die A701 (Dumfries–Edinburgh) tangiert Beattock und bindet die Ortschaft an das Fernverkehrsstraßennetz an. Direkt östlich verläuft die A74, die auf diesem Abschnitt zur Autobahn A74(M) aufgewertet ist.
Die Ortschaft lag an der in den 1820er Jahren eingerichteten Straße von Glasgow nach Carlisle. Der nördlich von Beattock folgende Anstieg war berüchtigt und bedeutete Probleme für den Wagenverkehr nach Norden. In Beattock wurde mit dem Old Brig Inn ein Gasthaus mit Herberge und Pferdewechselstation entlang der Strecke eingerichtet.
Mit dem Bau der Hauptstrecke der Caledonian Railway nach Carlisle im Jahre 1847 erhielt Beattock einen eigenen Bahnhof. Das Old Brig Inn verlor in der Folge an Bedeutung. Der Bahnhof an der heutigen West Coast Main Line wurde 1972 geschlossen, es gibt Bestrebungen, ihn wieder für den Personenverkehr in Betrieb zu nehmen.